# Comuna de Halinów
Halinów (polaco: Gmina Halinów) é uma gminy (comuna) na Polónia, na voivodia de Mazóvia e no condado de Miński. A sede do condado é a cidade de Halinów.
De acordo com os censos de 2004, a comuna tem 12 150 habitantes, com uma densidade 192,6 hab/km².

## Área
Estende-se por uma área de 63,09 km².

## Demografia
Dados de 30 de Junho 2004:
|                      | Total   | Total | Mulheres | Mulheres | Homens  | Homens |
| -------------------- | ------- | ----- | -------- | -------- | ------- | ------ |
|                      | pessoas | %     | pessoas  | %        | pessoas | %      |
| População            | 12 150  | 100   | 6188     | 50,9     | 5962    | 49,1   |
| Densidade (pop./km²) | 192,6   | 100   | 98,1     | 98,1     | 94,5    | 94,5   |

De acordo com dados de 2002, o rendimento médio per capita ascendia a 1222,68 zł.

## Subdivisões
- Brzeziny, Budziska, Cisie, Chobot, Desno, Długa Kościelna, Długa Szlachecka, Grabina, Hipolitów, Józefin, Kazimierów, Królewskie Brzeziny, Krzewina, Michałów, Mrowiska, Nowy Konik, Okuniew, Stary Konik, Wielgolas Brzeziński, Wielgolas Duchnowski, Zagórze, Żwirówka.

## Comunas vizinhas
- Dębe Wielkie, Sulejówek, Wiązowna, Zielonka